# Nationale bibliotheek

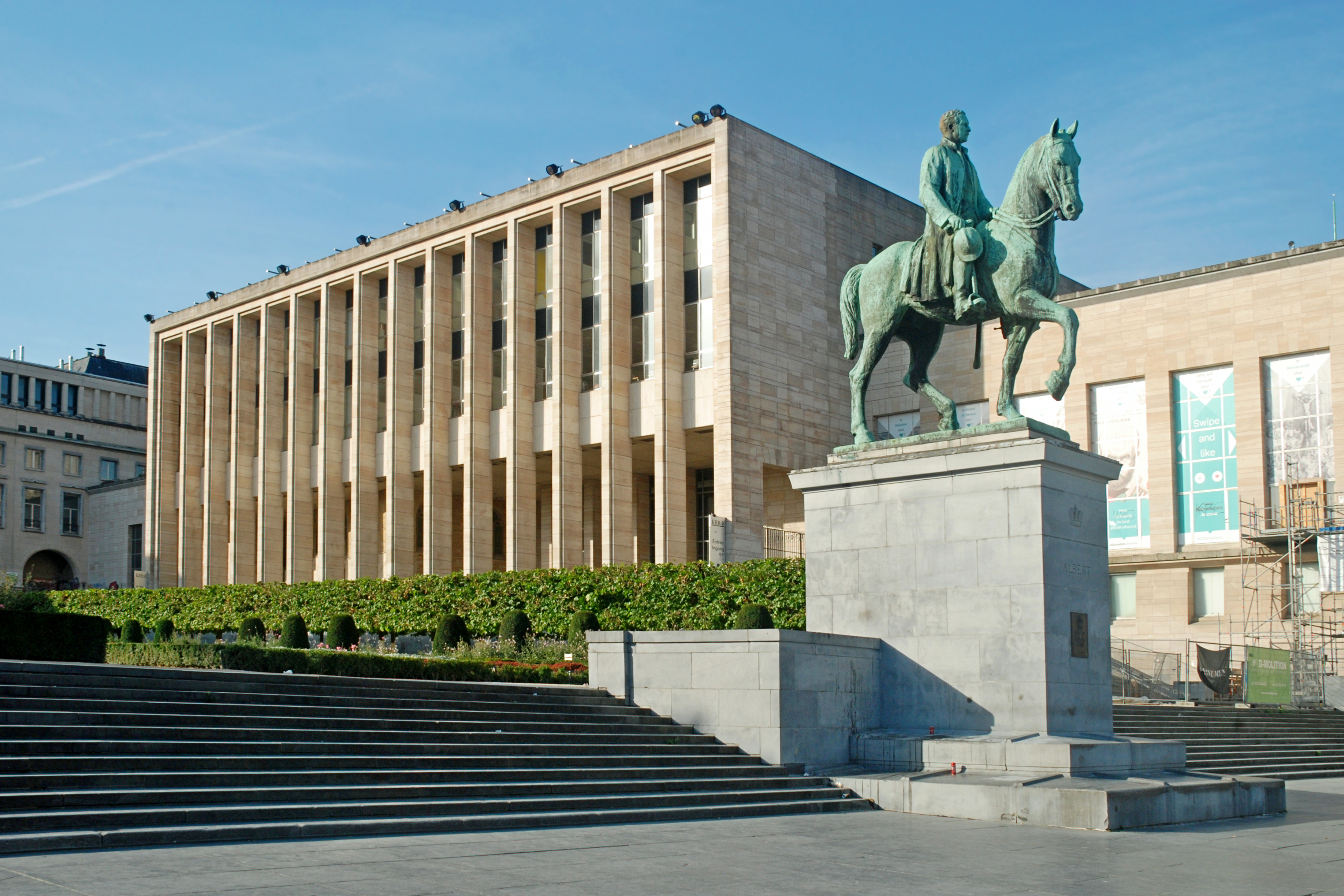
Gebouw van de Koninklijke Bibliotheek van België in Brussel

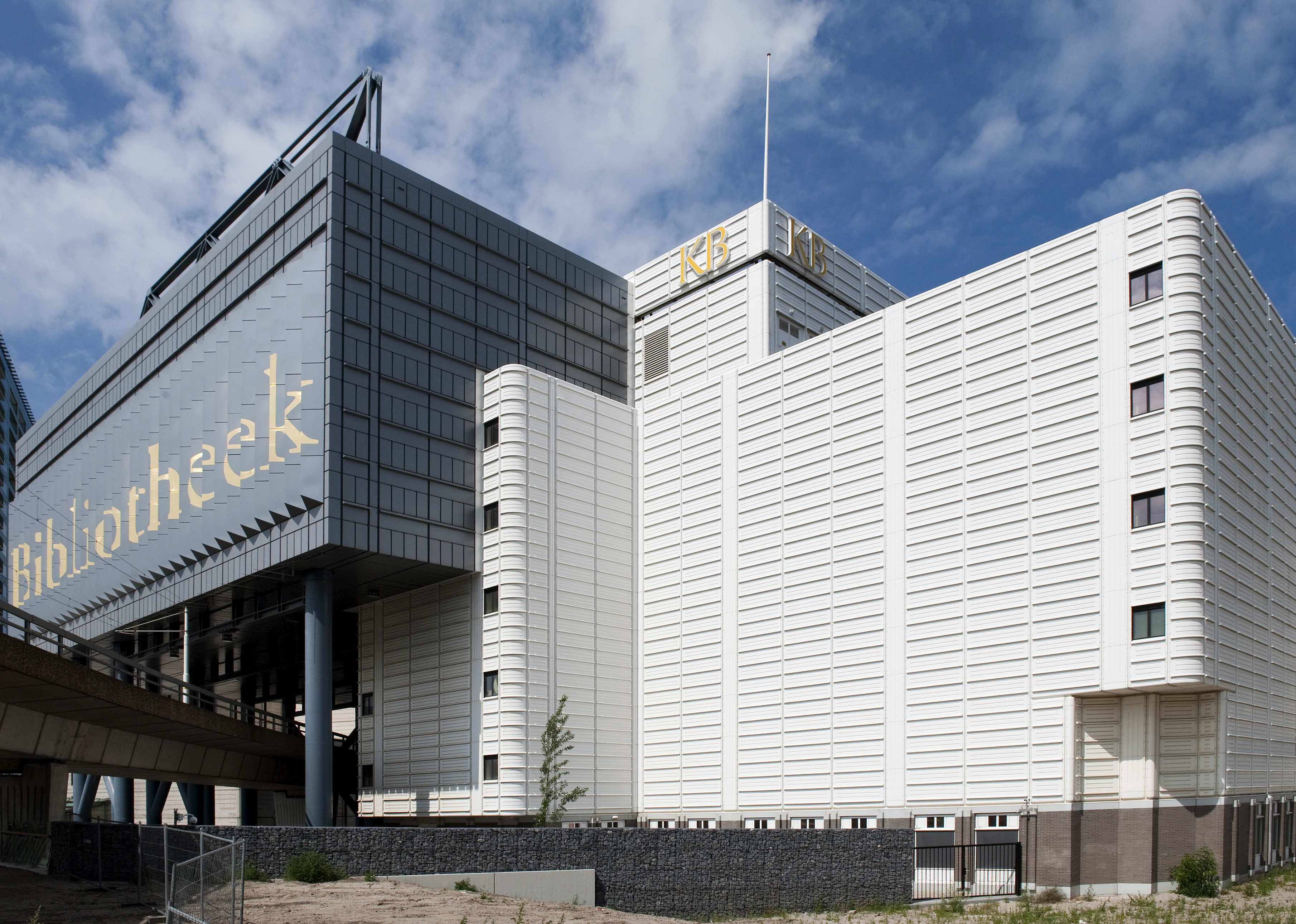
Gebouw van de Koninklijke Bibliotheek in Den Haag

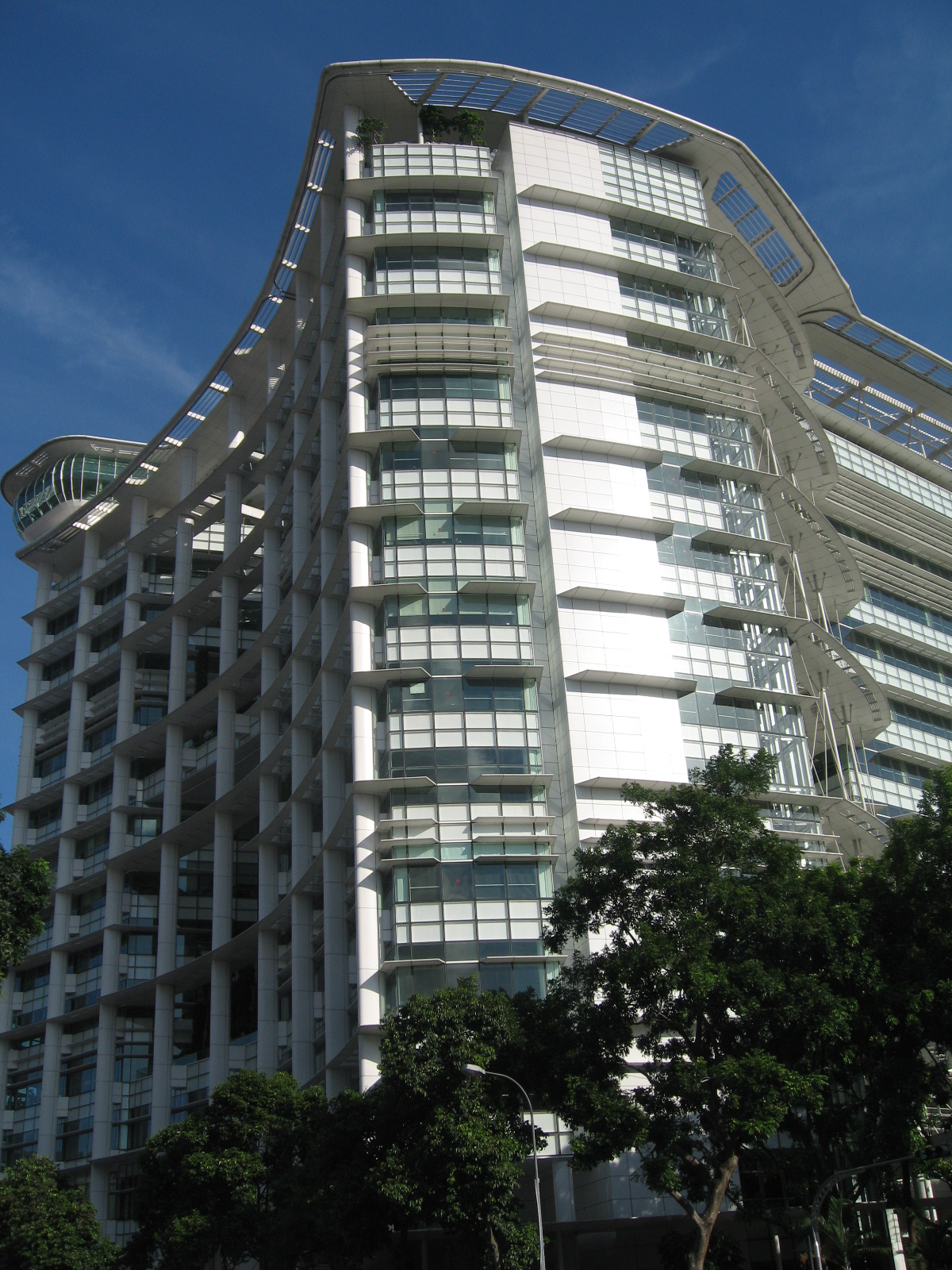
Gebouw van de Nationale bibliotheek van Singapore

Een nationale bibliotheek is een door de overheid bij wet ingestelde centrale bibliotheek waar de vergaring, opslag, registratie en ontsluiting, in het kader van een depotplicht, plaatsvindt van de documentencollectie die het nationale cultuur- en kennisdomein moet omvatten. Deze bibliotheken zijn verzamelbibliotheken - uitlening vindt zelden plaats en ook raadpleging  is aan strikte regels gebonden. Bijna altijd beheert de bibliotheek een historische collectie van boeken die gerekend worden tot het nationaal cultureel erfgoed.
In Nederland worden de taken en het werkterrein van de Koninklijke Bibliotheek beschreven in de Wet op het hoger onderwijs en wetenschappelijk onderzoek (WHW) en de Wet stelseltaken openbare bibliotheekvoorzieningen (Wsob). In België worden de regels inzake het wettelijk depot uitgevoerd door de Koninklijke Bibliotheek van België.
Het zijn meestal enorme bibliotheken, soms groter dan welke ook in het land. In sommige landen bestaan er meerdere bibliotheken of afdelingen, niet alleen vanwege politiek-organisatorische redenen (zoals het herenigde Duitsland), maar ook omdat er meerdere inheemse culturen zijn, die elk hun historisch cultureel erfgoed willen bewaren (bijvoorbeeld Canada, waar Quebec een eigen nationale bibliotheek heeft).

## Nationale bibliografie en internationale bibliografie
Een van de belangrijkste doelstellingen waaraan een nationale bibliotheek werkt is het samenstellen van een nationale bibliografie. Dat doet ze niet op zichzelf; sinds 1958 bestaan er internationale afspraken om een universele bibliografie bij te houden om alle culturele en wetenschappelijke kennisproductie te verzamelen en te ontsluiten.
Om te maken dat geen enkel document aan de aandacht ontsnapt omhelzen deze afspraken: 
- een gestructureerd verwervingsprogramma
- een informatie-uitwisselingsprogramma
  - gestandaardiseerde omschrijvingsregels
  - internationale classificeringsregels zoals voor titelbeschrijving, onderwerpsontsluiting etc., vastgelegd in de ISBD-regels
  - een internationaal intranet met collectieve toegangs- en bewerkingsregels.

Nationale bibliotheken attenderen elkaar indien er ergens een document verschijnt dat ook voor een ander land van belang kan zijn.